# Бранислав Іванович
Бранислав Іванович (серб. Branislav Ivanović, нар. 22 лютого 1984, Сремська Митровиця) — сербський футболіст, центральний захисник національної збірної Сербії. Рекордсмен збірної Сербії за кількістю проведених у її складі офіційних матчів (105).

## Клубна кар'єра
У дорослому футболі дебютував 2002 року виступами за «Срем», в якому провів два сезони, взявши участь у 19 матчах чемпіонату.
Своєю грою за цю команду привернув увагу представників тренерського штабу клубу ОФК (Белград), до складу якого приєднався на початку 2004 року. Відіграв за белградську команду наступні два сезони своєї ігрової кар'єри. Більшість часу, проведеного у складі ОФК, був основним гравцем захисту команди.
У лютому 2006 року уклав контракт з «Локомотивом» (Москва), у складі якого провів наступні два з половиною роки своєї кар'єри гравця. Граючи у складі «залізничників» також здебільшого виходив на поле в основному складі команди.
До лондонського «Челсі» приєднався 15 січня 2008 року за 9 млн фунтів. Більш ніж через вісім місяців свого перебування в «Челсі», Іванович провів свій перший матч у Кубку Футбольної ліги проти «Портсмута», який завершився перемогою «синіх» з рахунком 4: 0.
Перший гол Браніслав забив 8 квітня 2009 року, у ворота «Ліверпуля» у чвертьфіналі Ліги чемпіонів на стадіоні «Енфілд». У цьому ж матчі відбувся його другий м'яч за «Челсі». У підсумку «сині» здобули перемогу над мерсісайдцями 1:3.
15 травня 2013 «Челсі» вперше став володарем Ліги Європи УЄФА завдяки голу Браніслава Івановича на третій доданій хвилині основного часу.
Загалом у «Челсі» провів дев'ять сезонів своєї кар'єри. За цей час тричі виборював титул володаря Кубка Англії і стільки ж разів ставав чемпіоном Англії.
1 лютого 2017 року підписав контракт на 2,5 роки (з умовою продовження ще на 1 рік) з російським клубом «Зеніт».

## Виступи за збірні
Протягом 2004—2005 років залучався до складу молодіжної збірної Сербії і Чорногорії, разом з якою взяв участь у трьох молодіжних чемпіонатах Європи (2004, 2006 та 2007). На молодіжному рівні зіграв у 33 офіційних матчах, забив 4 голи.
8 червня 2005 року дебютував в офіційних матчах у складі національної збірної Сербії і Чорногорії в товариському матчі проти збірної Італії, що завершився з рахунком 1-1. Проте, у заявку чемпіонату світу 2006 року не потрапив і більше за цю збірну не грав.
16 серпня 2006 року дебютував у першому матчі новоствореної національної збірної Сербії.
У складі сербської збірної був учасником чемпіонату світу 2010 року, на якому повністю провів на полі усі три матчі групового етапу, проте не зміг допомогти команді вийти до плей-оф турніру.
2012 року, після завершення кар'єри у збірній Николою Жигичем, був обраний новим капітаном національної команди, щоправда, пізніше, у 2017 році передав капітанську пов'язку Александару Коларову.
У березні 2018 року став першим гравцем, що провів сто офіційних матчів за збірну Сербії.
2018 року поїхав на свою другу світову першість — тогорічний чемпіонат світу в Росії. Перша гра групового етапу цього турніру стала для Бранислава 103-ю у формі збірної Сербії та 104-ю з урахуванням виступу за збірну Сербії й Чорногорії. За останнім показником — кількістю сумарних матчів за збірні Сербії, Сербії і Чорногорії та Югославії — обійшов Деяна Станковича і став новим одноосібним рекордсменом.

## Статистика виступів

### Статистика клубних виступів
Станом на 18 червня 2018 року
| Сезон                      | Команда                    | Чемпіонат                  | Чемпіонат | Чемпіонат | Національний кубок | Національний кубок | Національний кубок | Континентальні кубки | Континентальні кубки | Континентальні кубки | Інші змагання | Інші змагання | Інші змагання | Усього | Усього |
| Сезон                      | Команда                    | Ліга                       | Ігор      | Голів     | Ліга               | Ігор               | Голів              | Ліга                 | Ігор                 | Голів                | Ліга          | Ігор          | Голів         | Ігор   | Голів  |
| -------------------------- | -------------------------- | -------------------------- | --------- | --------- | ------------------ | ------------------ | ------------------ | -------------------- | -------------------- | -------------------- | ------------- | ------------- | ------------- | ------ | ------ |
| 2001–02                    | «Ремонт» (Чачак)           | 2Л                         | 9         | 0         | КЮ                 | 0                  | 0                  | -                    | -                    | -                    | -             | -             | -             | 9      | 0      |
| 2002-січ. 2003             | «Ремонт» (Чачак)           | 2Л                         | 4         | 0         | КЮ                 | 0                  | 0                  | -                    | -                    | -                    | -             | -             | -             | 4      | 0      |
| Усього за «Ремонт» (Чачак) | Усього за «Ремонт» (Чачак) | Усього за «Ремонт» (Чачак) | 13        | 0         |                    | 0                  | 0                  |                      | -                    | -                    |               | -             | -             | 13     | 0      |
| січ.-черв. 2003            | «Срем»                     | 2Л                         | 3         | 0         | КСЧ                | 0                  | 0                  | -                    | -                    | -                    | -             | -             | -             | 3      | 0      |
| 2003-січ. 2004             | «Срем»                     | 2Л                         | 16        | 2         | КСЧ                | 0                  | 0                  | -                    | -                    | -                    | -             | -             | -             | 16     | 2      |
| Усього за «Срем»           | Усього за «Срем»           | Усього за «Срем»           | 19        | 2         |                    | 0                  | 0                  |                      | -                    | -                    |               | -             | -             | 19     | 2      |
| січ.-черв. 2004            | ОФК (Белград)              | ПЛ                         | 13        | 0         | КСЧ                | 1                  | 0                  | Інт                  | 0                    | 0                    | -             | -             | -             | 14     | 0      |
| 2004–05                    | ОФК (Белград)              | СЛ                         | 27        | 2         | КСЧ                | 2                  | 1                  | Інт                  | 6                    | 0                    | -             | -             | -             | 35     | 3      |
| 2005–06                    | ОФК (Белград)              | СЛ                         | 15        | 3         | КСЧ                | 1                  | 0                  | Інт                  | 2                    | 1                    | -             | -             | -             | 18     | 4      |
| Усього за ОФК (Белград)    | Усього за ОФК (Белград)    | Усього за ОФК (Белград)    | 55        | 5         |                    | 4                  | 1                  |                      | 8                    | 1                    |               | -             | -             | 67     | 7      |
| 2006                       | «Локомотив» (Москва)       | ПЛ                         | 28        | 2         | КР                 | 2                  | 0                  | КУЄФА                | 2                    | 1                    | -             | -             | -             | 32     | 3      |
| 2007                       | «Локомотив» (Москва)       | ПЛ                         | 26        | 3         | КР                 | 7                  | 0                  | КУЄФА                | 6                    | 1                    | -             | -             | -             | 39     | 4      |
| Усього за «Локомотив» (М)  | Усього за «Локомотив» (М)  | Усього за «Локомотив» (М)  | 54        | 5         |                    | 9                  | 0                  |                      | 8                    | 2                    |               | -             | -             | 71     | 7      |
| січ.-черв. 2008            | «Челсі»                    | ПЛ                         | 0         | 0         | КА+КЛ              | 0                  | 0                  | ЛЧ                   | 0                    | 0                    | -             | -             | -             | 0      | 0      |
| 2008–09                    | «Челсі»                    | ПЛ                         | 16        | 0         | КА+КЛ              | 4+2                | 0                  | ЛЧ                   | 4                    | 2                    | -             | -             | -             | 26     | 2      |
| 2009–10                    | «Челсі»                    | ПЛ                         | 28        | 1         | КА+КЛ              | 3+3                | 0                  | ЛЧ                   | 6                    | 0                    | СА            | 1             | 0             | 41     | 1      |
| 2010–11                    | «Челсі»                    | ПЛ                         | 34        | 4         | КА+КЛ              | 3+0                | 0                  | ЛЧ                   | 10                   | 2                    | СА            | 1             | 0             | 48     | 6      |
| 2011–12                    | «Челсі»                    | ПЛ                         | 29        | 3         | КА+КЛ              | 5+1                | 0                  | ЛЧ                   | 10                   | 2                    | -             | -             | -             | 45     | 5      |
| 2012–13                    | «Челсі»                    | ПЛ                         | 34        | 5         | КА+КЛ              | 6+3                | 1+1                | ЛЧ+ЛЄ                | 6+6                  | 0+1                  | СА+СУ+КЧС     | 1+1+2         | 0             | 59     | 8      |
| 2013–14                    | «Челсі»                    | ПЛ                         | 36        | 3         | КА+КЛ              | 2+0                | 0                  | ЛЧ                   | 11                   | 0                    | СУ            | 1             | 0             | 50     | 3      |
| 2014–15                    | «Челсі»                    | ПЛ                         | 38        | 4         | КА+КЛ              | 0+4                | 1                  | ЛЧ                   | 7                    | 1                    | -             | -             | -             | 49     | 6      |
| 2015–16                    | «Челсі»                    | ПЛ                         | 33        | 2         | КА+КЛ              | 4+1                | 0                  | ЛЧ                   | 4                    | 0                    | СА            | 1             | 0             | 43     | 2      |
| 2016-січ. 2017             | «Челсі»                    | ПЛ                         | 13        | 0         | КА+КЛ              | 2+1                | 1+0                | -                    | -                    | -                    | -             | -             | -             | 16     | 1      |
| Усього за «Челсі»]         | Усього за «Челсі»]         | Усього за «Челсі»]         | 261       | 21        |                    | 44                 | 5                  |                      | 64                   | 8                    |               | 8             | 0             | 377    | 34     |
| січ.-черв. 2017            | «Зеніт»                    | ПЛ                         | 10        | 1         | КР                 | 0                  | 0                  | ЛЄ                   | 1                    | 0                    | СР            | 0             | 0             | 11     | 1      |
| 2017–18                    | «Зеніт»                    | ПЛ                         | 21        | 1         | КР                 | 0                  | 0                  | ЛЄ                   | 11                   | 3                    | -             | -             | -             | 32     | 4      |
| Усього за «Зеніт»          | Усього за «Зеніт»          | Усього за «Зеніт»          | 31        | 2         |                    | 0                  | 0                  |                      | 12                   | 3                    |               | 0             | 0             | 43     | 5      |
| Усього за кар'єру          | Усього за кар'єру          | Усього за кар'єру          | 433       | 37        |                    | 57                 | 6                  |                      | 92                   | 13                   |               | 8             | 0             | 590    | 56     |

### Статистика виступів за збірні
Станом на 18 червня 2018 року
| Дата     | Місто   | Господарі | Результат | Гості                | Турнір           | Голи | Примітки |
| -------- | ------- | --------- | --------- | -------------------- | ---------------- | ---- | -------- |
| 8-6-2005 | Торонто | Італія    | 1 – 1     | Сербія та Чорногорія | товариський матч | -    | 77'      |
| Усього   |         | Матчів    | 1         |                      | Голів            | 0    |          |

| Дата       | Місто                   | Господарі          | Результат | Гості              | Турнір             | Голи | Примітки   |
| ---------- | ----------------------- | ------------------ | --------- | ------------------ | ------------------ | ---- | ---------- |
| 16-8-2006  | Угерске Градіште        | Сербія             | 3 – 1     | Чехія              | товариський матч   | -    | 79'        |
| 15-11-2006 | Белград                 | Сербія             | 1 – 1     | Норвегія           | товариський матч   | -    |            |
| 8-9-2007   | Белград                 | Сербія             | 0 – 0     | Фінляндія          | Відбір до ЧЄ 2008  | -    |            |
| 12-9-2007  | Лісабон                 | Португалія         | 1 – 1     | Сербія             | Відбір до ЧЄ 2008  | 1    |            |
| 13-10-2007 | Єреван                  | Вірменія           | 0 – 0     | Сербія             | Відбір до ЧЄ 2008  | -    |            |
| 17-10-2007 | Баку                    | Азербайджан        | 1 – 6     | Сербія             | Відбір до ЧЄ 2008  | -    |            |
| 21-11-2007 | Белград                 | Сербія             | 2 – 2     | Польща             | Відбір до ЧЄ 2008  | -    |            |
| 24-11-2007 | Белград                 | Сербія             | 1 – 0     | Казахстан          | Відбір до ЧЄ 2008  | -    |            |
| 26-3-2008  | Київ                    | Україна            | 2 – 0     | Сербія             | товариський матч   | -    |            |
| 24-5-2008  | Дублін                  | Ірландія           | 1 – 1     | Сербія             | товариський матч   | -    | 82'        |
| 28-5-2008  | Бурггаузен (Альтеттінг) | Росія              | 2 – 1     | Сербія             | товариський матч   | -    | 46'        |
| 31-5-2008  | Гельзенкірхен           | Німеччина          | 2 – 1     | Сербія             | товариський матч   | -    | 82'        |
| 10-9-2008  | Сен-Дені                | Франція            | 2 – 1     | Сербія             | Відбір до ЧС 2010  | 1    | 50'        |
| 11-10-2008 | Белград                 | Сербія             | 3 – 0     | Литва              | Відбір до ЧС 2010  | 1    | 57'        |
| 15-10-2008 | Відень                  | Австрія            | 1 – 3     | Сербія             | Відбір до ЧС 2010  | -    |            |
| 19-11-2008 | Белград                 | Сербія             | 6 – 1     | Болгарія           | товариський матч   | -    | 46'        |
| 10-2-2009  | Нікосія                 | Кіпр               | 0 – 2     | Сербія             | товариський матч   | -    |            |
| 11-2-2009  | Нікосія                 | Україна            | 1 – 0     | Сербія             | товариський матч   | -    |            |
| 28-3-2009  | Констанца               | Румунія            | 2 – 3     | Сербія             | Відбір до ЧС 2010  | 1    |            |
| 1-4-2009   | Белград                 | Сербія             | 2 – 0     | Швеція             | товариський матч   | -    |            |
| 6-6-2009   | Белград                 | Сербія             | 1 – 0     | Австрія            | Відбір до ЧС 2010  | -    |            |
| 10-6-2009  | Торсгавн                | Фарерські острови  | 0 – 2     | Сербія             | Відбір до ЧС 2010  | -    |            |
| 12-8-2009  | Преторія                | ПАР                | 1 – 3     | Сербія             | товариський матч   | -    |            |
| 9-9-2009   | Белград                 | Сербія             | 1 – 1     | Франція            | Відбір до ЧС 2010  | -    |            |
| 10-10-2009 | Белград                 | Сербія             | 5 – 0     | Румунія            | Відбір до ЧС 2010  | -    |            |
| 14-10-2009 | Маріямполе              | Литва              | 2 – 1     | Сербія             | Відбір до ЧС 2010  | -    |            |
| 18-11-2009 | Лондон                  | Південна Корея     | 0 – 1     | Сербія             | товариський матч   | -    |            |
| 3-3-2010   | Алжир (місто)           | Алжир              | 0 – 3     | Сербія             | товариський матч   | -    | 67'        |
| 2-6-2010   | Куфштайн                | Польща             | 0 – 0     | Сербія             | товариський матч   | -    |            |
| 5-6-2010   | Белград                 | Сербія             | 4 – 3     | Камерун            | товариський матч   | -    |            |
| 13-6-2010  | Преторія                | Сербія             | 0 – 1     | Гана               | ЧС 2010 - 1-й етап | -    |            |
| 18-6-2010  | Порт-Елізабет           | Німеччина          | 0 – 1     | Сербія             | ЧС 2010 - 1-й етап | -    | 18'        |
| 23-6-2010  | Нельспрюйт              | Австралія          | 2 – 1     | Сербія             | ЧС 2010 - 1-й етап | -    |            |
| 11-8-2010  | Белград                 | Сербія             | 0 – 1     | Греція             | товариський матч   | -    |            |
| 8-10-2010  | Белград                 | Сербія             | 1 – 3     | Естонія            | Відбір до ЧЄ 2012  | -    |            |
| 12-10-2010 | Генуя                   | Італія             | 3 – 0     | Сербія             | Відбір до ЧЄ 2012  | -    |            |
| 17-11-2010 | Софія (місто)           | Болгарія           | 0 – 1     | Сербія             | товариський матч   | -    |            |
| 9-2-2011   | Тель-Авів-Яфо           | Ізраїль            | 0 – 2     | Сербія             | товариський матч   | -    | 64'        |
| 25-3-2011  | Белград                 | Сербія             | 2 – 1     | Північна Ірландія  | Відбір до ЧЄ 2012  | -    |            |
| 29-3-2011  | Таллінн                 | Естонія            | 1 – 1     | Сербія             | Відбір до ЧЄ 2012  | -    |            |
| 2-9-2011   | Белфаст                 | Північна Ірландія  | 0 – 1     | Сербія             | Відбір до ЧЄ 2012  | -    |            |
| 6-9-2011   | Белград                 | Сербія             | 3 – 1     | Фарерські острови  | Відбір до ЧЄ 2012  | -    |            |
| 7-10-2011  | Белград                 | Сербія             | 1 – 1     | Італія             | Відбір до ЧЄ 2012  | 1    | 55'        |
| 11-10-2011 | Марибор                 | Словенія           | 1 – 0     | Сербія             | Відбір до ЧЄ 2012  | -    |            |
| 11-11-2011 | Керетаро                | Мексика            | 2 – 0     | Сербія             | товариський матч   | -    | 82'        |
| 14-11-2011 | Сан-Педро-Сула          | Гондурас           | 2 – 0     | Сербія             | товариський матч   | -    |            |
| 28-2-2012  | Лімасол                 | Сербія             | 2 – 0     | Вірменія           | товариський матч   | 1    | кап.       |
| 29-2-2012  | Нікосія                 | Кіпр               | 0 – 0     | Сербія             | товариський матч   | -    |            |
| 26-5-2012  | Санкт-Галлен            | Іспанія            | 2 – 0     | Сербія             | товариський матч   | -    | кап.       |
| 31-5-2012  | Реймс                   | Франція            | 2 – 0     | Сербія             | товариський матч   | -    | кап.       |
| 15-8-2012  | Белград                 | Сербія             | 0 – 0     | Ірландія           | товариський матч   | -    | кап.       |
| 8-9-2012   | Глазго                  | Шотландія          | 0 – 0     | Сербія             | Відбір до ЧС 2014  | -    | кап.       |
| 11-9-2012  | Новий Сад               | Сербія             | 6 – 1     | Уельс              | Відбір до ЧС 2014  | 1    | кап.       |
| 12-10-2012 | Белград                 | Сербія             | 0 – 3     | Бельгія            | Відбір до ЧС 2014  | -    | кап.       |
| 16-10-2012 | Скоп'є                  | Північна Македонія | 1 – 0     | Сербія             | Відбір до ЧС 2014  | -    | 68'        |
| 14-11-2012 | Санкт-Галлен            | Чилі               | 1 – 3     | Сербія             | товариський матч   | -    | кап. - 46' |
| 6-2-2013   | Нікосія                 | Кіпр               | 1 – 3     | Сербія             | товариський матч   | -    | кап. - 46' |
| 22-3-2013  | Загреб                  | Хорватія           | 2 – 0     | Сербія             | Відбір до ЧС 2014  | -    | кап.       |
| 26-3-2013  | Новий Сад               | Сербія             | 2 – 0     | Шотландія          | Відбір до ЧС 2014  | -    |            |
| 7-6-2013   | Брюссель                | Бельгія            | 2 – 1     | Сербія             | Відбір до ЧС 2014  | -    | кап.       |
| 14-8-2013  | Барселона               | Колумбія           | 1 – 0     | Сербія             | товариський матч   | -    | 61'        |
| 6-9-2013   | Белград                 | Сербія             | 1 – 1     | Хорватія           | Відбір до ЧС 2014  | -    | кап.       |
| 10-9-2013  | Кардіфф                 | Уельс              | 0 – 3     | Сербія             | Відбір до ЧС 2014  | -    |            |
| 11-10-2013 | Новий Сад               | Сербія             | 2 – 0     | Японія             | товариський матч   | -    |            |
| 15-10-2013 | Ягодина                 | Сербія             | 5 – 1     | Північна Македонія | Відбір до ЧС 2014  | -    | кап.       |
| 15-11-2013 | Дубай (місто)           | Росія              | 1 – 1     | Сербія             | товариський матч   | -    | кап. - 40' |
| 5-3-2014   | Дублін                  | Ірландія           | 1 – 2     | Сербія             | товариський матч   | -    | кап. - 82' |
| 26-5-2014  | Гаррісон                | Сербія             | 2 – 1     | Ямайка             | товариський матч   | -    | кап.       |
| 31-5-2014  | Бриджв'ю                | Панама             | 1 – 1     | Сербія             | товариський матч   | 1    | кап.       |
| 6-6-2014   | Сан-Паулу               | Бразилія           | 1 – 0     | Сербія             | товариський матч   | -    | кап.       |
| 7-9-2014   | Белград                 | Сербія             | 1 – 1     | Франція            | товариський матч   | -    | кап.       |
| 11-10-2014 | Єреван                  | Вірменія           | 1 – 1     | Сербія             | Відбір до ЧЄ 2016  | -    | кап.       |
| 14-10-2014 | Белград                 | Сербія             | 0 – 3     | Албанія            | Відбір до ЧЄ 2016  | -    | кап. - 35' |
| 14-11-2014 | Белград                 | Сербія             | 1 – 3     | Данія              | Відбір до ЧЄ 2016  | -    | кап.       |
| 18-11-2014 | Платаньяс               | Греція             | 0 – 2     | Сербія             | товариський матч   | -    | кап.       |
| 29-3-2015  | Лісабон                 | Португалія         | 2 – 1     | Сербія             | Відбір до ЧЄ 2016  | -    | кап.       |
| 7-6-2015   | Санкт-Пельтен           | Сербія             | 4 – 1     | Азербайджан        | товариський матч   | 2    | кап. - 77' |
| 13-6-2015  | Копенгаген              | Данія              | 2 – 0     | Сербія             | Відбір до ЧЄ 2016  | -    | кап.       |
| 4-9-2015   | Новий Сад               | Сербія             | 2 – 0     | Вірменія           | Відбір до ЧЄ 2016  | -    | кап. - 45' |
| 7-9-2015   | Бордо                   | Франція            | 2 – 1     | Сербія             | товариський матч   | -    | кап.       |
| 8-10-2015  | Ельбасан                | Албанія            | 0 – 2     | Сербія             | Відбір до ЧЄ 2016  | -    | кап. - 65' |
| 13-11-2015 | Острава                 | Чехія              | 4 – 1     | Сербія             | товариський матч   | -    | кап.       |
| 23-3-2016  | Познань                 | Польща             | 1 – 0     | Сербія             | товариський матч   | -    | кап.       |
| 29-3-2016  | Таллінн                 | Естонія            | 0 – 1     | Сербія             | товариський матч   | -    | кап.       |
| 31-5-2016  | Новий Сад               | Сербія             | 3 – 1     | Ізраїль            | товариський матч   | 1    | кап. - 46' |
| 5-6-2016   | Монако                  | Сербія             | 1 – 1     | Росія              | товариський матч   | -    | кап.       |
| 5-9-2016   | Белград                 | Сербія             | 2 – 2     | Ірландія           | Відбір до ЧС 2018  | -    | кап.       |
| 6-10-2016  | Кишинів                 | Молдова            | 0 – 3     | Сербія             | Відбір до ЧС 2018  | 1    | кап.       |
| 9-10-2016  | Белград                 | Сербія             | 3 – 2     | Австрія            | Відбір до ЧС 2018  | -    | кап.       |
| 12-11-2016 | Кардіфф                 | Уельс              | 1 – 1     | Сербія             | Відбір до ЧС 2018  | -    | кап.       |
| 15-11-2016 | Харків                  | Україна            | 2 – 0     | Сербія             | товариський матч   | -    | 77' — 87'  |
| 24-3-2017  | Тбілісі                 | Грузія             | 1 – 3     | Сербія             | Відбір до ЧС 2018  | -    | кап.       |
| 11-6-2017  | Белград                 | Сербія             | 1 – 1     | Уельс              | Відбір до ЧС 2018  | -    | кап.       |
| 2-9-2017   | Белград                 | Сербія             | 3 – 0     | Молдова            | Відбір до ЧС 2018  | -    | кап.       |
| 5-9-2017   | Дублін                  | Ірландія           | 0 – 1     | Сербія             | Відбір до ЧС 2018  | -    | кап.       |
| 6-10-2017  | Відень                  | Австрія            | 3 – 2     | Сербія             | Відбір до ЧС 2018  | -    | кап.       |
| 9-10-2017  | Белград                 | Сербія             | 1 – 0     | Грузія             | Відбір до ЧС 2018  | -    | кап.       |
| 10-11-2017 | Гуанчжоу                | КНР                | 0 – 2     | Сербія             | товариський матч   | -    | 73'        |
| 14-11-2017 | Ульсан                  | Південна Корея     | 1 – 1     | Сербія             | товариський матч   | -    | 68'        |
| 23-3-2018  | Турин                   | Сербія             | 1 – 2     | Марокко            | товариський матч   | -    | 73'        |
| 27-3-2018  | Лондон                  | Нігерія            | 0 – 2     | Сербія             | товариський матч   | -    |            |
| 9-6-2018   | Грац                    | Сербія             | 5 – 1     | Болівія            | товариський матч   | 1    |            |
| 16-6-2018  | Самара                  | Коста-Рика         | 0 – 1     | Сербія             | ЧС 2018 - 1-й етап | -    | 59'        |
| Усього     |                         | Матчів (1 місце)   | 103       |                    | Голів              | 13   |            |

## Титули та досягнення

### Клубні
«Локомотив»
- Володар Кубка Росії (1): 2007

«Челсі»
- Чемпіон Англії (3): 2009-10, 2014-15, 2016-17
- Володар Кубка Англії (3): 2008-09, 2009-10, 2011-12
- Володар Суперкубка Англії (1): 2009
- Володар Кубка ліги (1): 2014-15
- Переможець Ліги чемпіонів (1): 2011-12
- Переможець Ліги Європи (1): 2012-13

«Зеніт»
- Чемпіон Росії (2): 2018–19, 2019–20
- Володар Кубка Росії (1): 2019–20